# 马吕埃若尔莱加尔东 (加尔省)
马吕埃若尔莱加尔东（法語：Maruéjols-lès-Gardon）是法国加尔省的一个市镇，属于阿莱区（Alès）莱迪尼昂县（Lédignan）。该市镇总面积3.82平方公里，2009年时的人口为233人。

## 人口
马吕埃若尔莱加尔东人口变化图示